# 村田ボーリング技研
村田ボーリング技研株式会社（むらたボーリングぎけん）は、静岡県静岡市駿河区に本拠を置く、溶射加工技術を提供する会社である。

## 概説
1950年（昭和25年）に各種エンジンのボーリング（再生）を目的に創業。　様々な依頼に対応する為、1952年に静岡県下初のクランク研削盤を導入。
更に1961年には溶射設備機器を導入し、溶射加工を開始して現在に至る。

## 沿革
- 1950年（昭和25年） - 各種エンジン再生(エンジンボーリング)を目的として創業
- 1952年（昭和27年） - 静岡県下初のクランク研削盤を導入。(研削加工開始)
- 1961年（昭和36年） - 溶射設備機器導入。(溶射加工開始)
- 1967年（昭和42年） - 日本一の大型クランク研削盤を導入。
- 1972年（昭和47年） - プラズマ粉体肉盛装置(PTA)を自社開発。主に原子力部品、海水プラント部品、石油プラント部品に特殊材料を肉盛施工。
- 1979年（昭和54年） - 名古屋工場開設。
- 1980年（昭和55年） - 東京営業所開設。
- 1985年（昭和60年） - 荏原製作所へ特殊肉盛技術を供給開始。
- 1988年（昭和63年） - 静岡県中小企業技術研究開発費交付企業に選定され、「真空溶射技術による温・湿度複合セラミックセンサの開発」をテーマに産学官共同研究開発を行う。
- 1989年（平成元年） - 超大型ロール研削盤を導入。
- 1990年（平成2年） - 減圧プラズマ溶射装置(VPS)を導入。
- 1991年（平成3年）
  - 静岡県科学技術振興財団・研究開発助成金交付企業に認定。
  - セラミックレーザー彫刻装置を導入。(加工能力国内最大)
- 1992年（平成4年）
  - 静岡県科学技術振興財団・研究開発助成金交付企業に認定。
  - 超音波洗浄装置を導入。(各種メッシュロールの洗浄／加工能力国内最大)
- 1993年（平成5年） - 日刊工業新聞社主催 第11回中堅・中小企業優秀経営者顕彰「地域社会貢献者賞」を受賞。
- 1994年（平成6年）
  - 相川技術振興財団・助成金交付企業に認定。
  - 琉球大学教授・比嘉照夫博士発明のEM液およびEM関連商品販売開始。
- 1996年（平成8年）
  - 中小企業新分野進出事業費補助金交付企業に認定。
  - 坂本光司&坂本教授研究室著「静岡県の誇る日本一企業」に掲載。
- 1997年（平成9年） - 中小企業金融公庫・経済構造改革特別貸付金融資先に認定。
- 1998年（平成10年）
  - 静岡県地域産業創造技術研究開発費補助金交付企業に認定。
  - 新工場完成。(レーザー彫刻・大型研削・鏡面研削・超音波洗浄専用工場)
  - 新型レーザー装置導入。(加工能力国内最大)
  - 静岡県科学技術振興財団「技術開発優良企業賞」を受賞。
  - 地域産業創造技術研究開発費補助金交付企業に認定。
- 1999年（平成11年） - 東北工場開設。
- 2000年（平成12年） - 中小企業創造活動推進法認定。
- 2001年（平成13年）
  - 中小企業創造活動推進法認定。
  - 静岡県より「溶射法表面改質技術による産業振興功績者賞」を受賞。
- 2004年（平成16年） - 静岡新聞社著「静岡県を支える企業群」に掲載。
- 2005年（平成17年） - 相川技術振興財団より助成金交付企業に認定。
- 2006年（平成18年） - 日刊興行新聞社著「モノづくり中部　技術・技能自慢100社」に掲載。
- 2008年（平成20年）
  - しずおか産業創造 地域活性化事業に認定。
  - (財)静岡経済研究所発行「静岡の革新企業101社」に掲載。
  - 第12回静岡県CMグランプリ ラジオ部門「パパのお仕事」編　優秀賞受賞。
  - 静岡経済研究所著「静岡の革新企業101社」に掲載。
- 2009年（平成21年）
  - しずおか産業創造　地域活性化事業に認定。
  - ものづくり中小企業製品開発等支援補助金交付企業に認定。
- 2010年（平成22年） - 可能性試験、試作、実証試験補助金事業交付企業に認定。
- 2014年（平成26年） - 中小企業・小規模事業者ものづくり・商業サービス革新事業に認定。
- 2017年（平成29年） - 2016年度　静岡市中小企業技術表彰受賞
- 2019年（令和元年） - 静岡市多様な人材の活用応援事業所表彰　奨励賞受章
- 2020年（令和2年）
  - 創業1950年以来　連続70年間黒字経営継続中
  - 本社 新社屋竣工（10月）
  - 創業70周年（4月）
  - 2000発のサプライズ花火打上（12月）

## 拠点

### 日本国内
- 静岡本社工場：静岡県静岡市駿河区
- 東京営業所：神奈川県相模原市南区
- 名古屋工場：愛知県みよし市
- 東北工場：福島県郡山市

### 海外
- 上海工場：上海市金山区亭林镇金山工业区林拓路